# Parachorius fungorum
Parachorius fungorum is een keversoort uit de familie bladsprietkevers (Scarabaeidae). De wetenschappelijke naam van de soort werd voor het eerst geldig gepubliceerd in 1966 door Kryzhanovsky en Medvedev.